# Kanton Thue et Mue
Der Kanton Thue et Mue (offizielle Schreibweise: Kanton Thue-et-Mue, bis 23. Februar 2021 Kanton Bretteville-l’Orgueilleuse) ist ein französischer Wahlkreis im Département Calvados in der Region Normandie. Er umfasst 26 Gemeinden aus den Arrondissements Bayeux und Caen. Bei der landesweiten Neuordnung der französischen Kantone wurde er 2015 neu geschaffen.

## Gemeinden
Der Kanton besteht aus 26 Gemeinden mit insgesamt 29.047 Einwohnern (Stand: 1. Januar 2022) auf einer Gesamtfläche von 229,41 km²:
| Gemeinde                | Einwohner 1. Januar 2022 | Fläche km² | Dichte Einw./km² | Code INSEE | Postleitzahl        | Arrondissement |
| ----------------------- | ------------------------ | ---------- | ---------------- | ---------- | ------------------- | -------------- |
| Audrieu                 | 1.156                    | 11,31      | 102              | 14026      | 14250               | Bayeux         |
| Bény-sur-Mer            | 455                      | 6,65       | 68               | 14062      | 14440               | Bayeux         |
| Bucéels                 | 450                      | 4,84       | 93               | 14111      | 14250               | Bayeux         |
| Cairon                  | 2.044                    | 5,91       | 346              | 14123      | 14610               | Caen           |
| Carcagny                | 275                      | 4,15       | 66               | 14135      | 14740               | Bayeux         |
| Colombiers-sur-Seulles  | 153                      | 3,29       | 47               | 14169      | 14480               | Bayeux         |
| Creully sur Seulles     | 2.272                    | 18,71      | 121              | 14200      | 14480               | Bayeux         |
| Cristot                 | 214                      | 3,92       | 55               | 14205      | 14250               | Bayeux         |
| Ducy-Sainte-Marguerite  | 178                      | 3,61       | 49               | 14232      | 14250               | Bayeux         |
| Fontaine-Henry          | 519                      | 5,81       | 89               | 14275      | 14610               | Bayeux         |
| Fontenay-le-Pesnel      | 1.237                    | 10,07      | 123              | 14278      | 14250               | Bayeux         |
| Juvigny-sur-Seulles     | 83                       | 3,53       | 24               | 14348      | 14250               | Bayeux         |
| Le Fresne-Camilly       | 951                      | 7,06       | 135              | 14288      | 14480               | Caen           |
| Loucelles               | 204                      | 3,07       | 66               | 14380      | 14250               | Bayeux         |
| Moulins en Bessin       | 1.124                    | 17,30      | 65               | 14406      | 14740, 14480        | Bayeux         |
| Ponts sur Seulles       | 1.211                    | 12,86      | 94               | 14355      | 14480               | Bayeux         |
| Reviers                 | 601                      | 4,38       | 137              | 14535      | 14470               | Caen           |
| Rosel                   | 643                      | 3,90       | 165              | 14542      | 14740               | Caen           |
| Rots                    | 2.541                    | 23,40      | 109              | 14543      | 14980               | Caen           |
| Saint-Manvieu-Norrey    | 2.141                    | 8,28       | 259              | 14610      | 14740               | Caen           |
| Saint-Vaast-sur-Seulles | 159                      | 4,25       | 37               | 14661      | 14250               | Bayeux         |
| Tessel                  | 248                      | 5,54       | 45               | 14684      | 14250               | Bayeux         |
| Thaon                   | 1.851                    | 8,30       | 223              | 14685      | 14610               | Caen           |
| Tilly-sur-Seulles       | 1.813                    | 8,98       | 202              | 14692      | 14250               | Bayeux         |
| Thue et Mue             | 6.189                    | 36,82      | 168              | 14098      | 14210, 14250, 14740 | Caen           |
| Vendes                  | 335                      | 3,47       | 97               | 14734      | 14250               | Bayeux         |
| Kanton Thue et Mue      | 29.047                   | 229,41     | 127              | 1403       | –                   | –              |

## Veränderungen im Gemeindebestand seit der landesweiten Neuordnung der Kantone
2017:
- Fusion Creully, Saint-Gabriel-Brécy und Villiers-le-Sec → Creully sur Seulles
- Fusion Coulombs, Cully, Martragny und Rucqueville → Moulins en Bessin
- Fusion Amblie, Lantheuil und Tierceville → Ponts sur Seulles
- Fusion Bretteville-l’Orgueilleuse, Brouay, Cheux, Le Mesnil-Patry, Putot-en-Bessin und Sainte-Croix-Grand-Tonne → Thue et Mue

2016: 
- Fusion Lasson, Rots und Secqueville-en-Bessin → Rots

## Politik
| Vertreter im Departementrat | Vertreter im Departementrat         | Vertreter im Departementrat |
| Amtszeit                    | Namen                               | Partei                      |
| --------------------------- | ----------------------------------- | --------------------------- |
| 2015–                       | Philippe Laurent Véronique Martinez | DVD                         |

## Nachweise
1. ↑  Décret n° 2021-213 du 24 février 2021 actualisant les dénominations des communes dans les décrets portant délimitation des cantons, www.legifrance.gouv.fr, abgerufen am 22. Januar 2022